# Герб Пласту
Герб або ембле́ма Пла́сту — Національної скаутської організації України — український тризуб та біла трилиста лілея, символ скаутського руху, сплетені в одну гармонійну цілісність. Цей герб став символом ідейної єдності цілого пластового руху — на рідних землях та поза їх межами.
Трилиста лілея також символізує три головні обов'язки пластуна, а тризуб вказує на те, що Пласт — це українська організація молоді. Пластуни, що склали Пластову присягу, носять його як відзнаку приналежності до Пласту. Окрім того, трилиста лілея — це відзнака скаутів у всьому світі, що у різних країнах по-різному поєднана із іншими символами.

## Історія пластової лілеї
Форму і спосіб сплетення тризуба з лілеєю придумав один із приятелів пластової молоді та опікун пластових куренів Мирон Федусевич, шкільний учитель зі Львова, а мистецьке оформлення надав їй художник Роберт Лісовський. Однією з важливих рис цього символу є співвідношення довжини до ширини 4 до 3. У випадку, якщо лілейка використовується у кольоровому варіанті, то лілея завжди має білий колір, а тризуб — жовтий (золотий).

## Вживання
Пластовий герб уживають як офіційний знак пластові проводи, старшини й установи на прапорах, печатках, офіційних виданнях, листових паперах тощо.
Пластуни, що склали Пластову присягу, носять його як відзнаку приналежності до Пласту, згідно з приписами про пластові відзнаки:
- Малу лілею — над лівою кишенею однострою.
- Велику лілею — на пластовому накритті голови (капелюсі, мазепинці або беретці).
- Малу чи велику — на лівій вилозі піджака або на іншому одязі на такій же висоті, як і на однострої.

Зараз пластова лілея є захищеною авторським правом та зареєстрованою Міністерством юстиції України 25 березня 1994 року. Відношення висоти до ширини — 4:3.

## У культурі
Алюзія на цей герб-емблему Пласту використана у пісні 2003-го року "Гей, скобе!" гурту "Ot Vinta!". Ця Пісня вважається гімном Пластунів.